# Héctor Giménez
Héctor Horacio Giménez Silvera (ur. 29 kwietnia 1975 w Montevideo) – urugwajski piłkarz z obywatelstwem meksykańskim występujący na pozycji napastnika.
Giménez urodził się w stolicy Urugwaju, Montevideo, jednak niemal całą profesjonalną karierę piłkarską spędził w Meksyku. Wiosną 2001, w barwach Gallos de Aguascalientes, został królem strzelców drugiej ligi meksykańskiej z 16 golami na koncie. Później występował w innych drużynach z Primera A – Atlético Mexiquense, Dorados de Sinaloa i San Luis. Z ostatnim z wymienionych klubów latem 2005 awansował do Primera División. W sezonie Apertura 2005 rozegrał w najwyższej klasie rozgrywkowej 15 spotkań, strzelając dwa gole, po czym powrócił do zespołu Dorados de Sinaloa, występującego w drugiej lidze. W Primera División de México występował jeszcze podczas gry w Necaxie (2007–2008, 31 meczów, 9 goli) i Indios (2009–2010, 31 meczów, 7 goli). W barwach Necaxy wziął także udział w jedynym międzynarodowym turnieju w swojej karierze, Copa Libertadores 2007 (7 meczów).